# Okres Česká Lípa
Česká Lípa (Duits: Böhmisch Leipa) is een district (Tsjechisch: Okres) in de Tsjechische regio Liberec. De hoofdstad is Česká Lípa. Het district bestaat uit 57 gemeenten (Tsjechisch: Obec). De inwoners van deze okres hebben de laagste gemiddelde leeftijd van alle districten in Tsjechië, namelijk 36,6 jaar.

## Lijst van gemeenten
De obcí (gemeenten) van de okres Česká Lípa. De vetgedrukte plaatsen hebben stadsrechten. De cursieve plaatsen zijn steden zonder stadsrechten (zie: vlek).

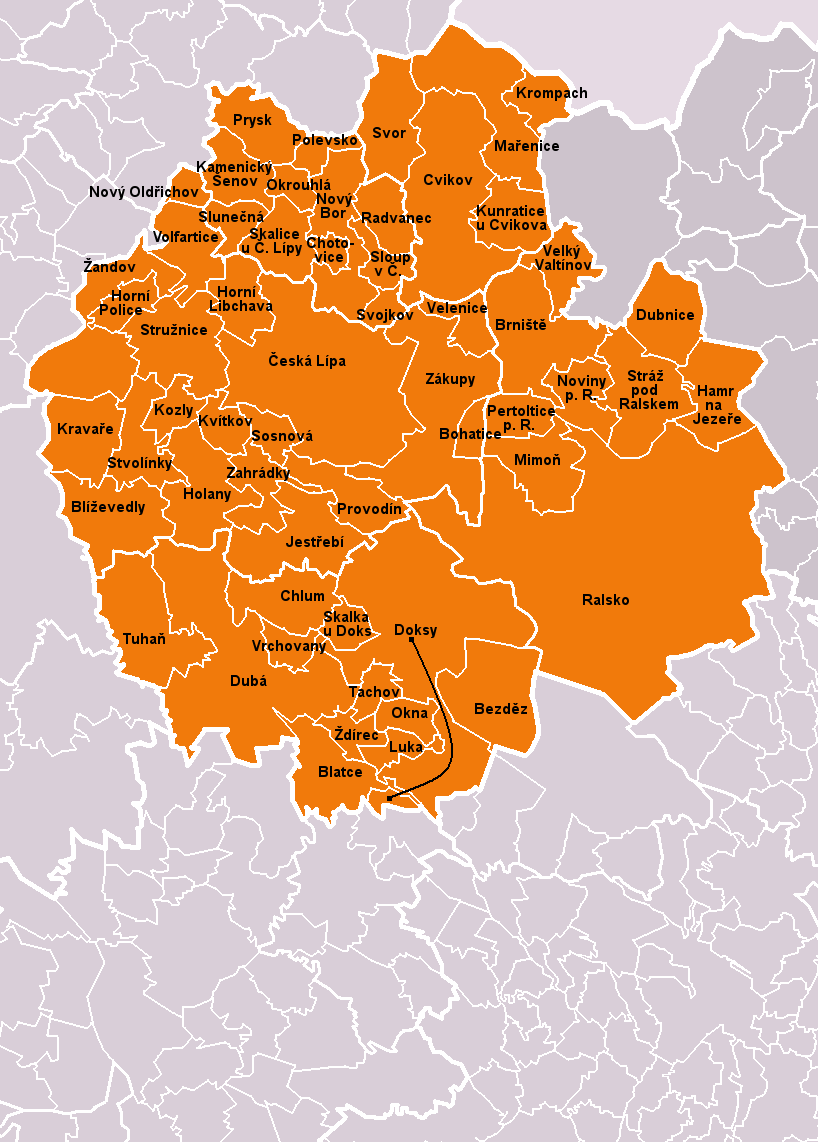
Gemeenten van okres Česká Lípa

Bezděz
- Blatce
- Blíževedly
- Bohatice
- Brniště
- Cvikov
- Česká Lípa
- Doksy
- Dubá
- Dubnice
- Hamr na Jezeře
- Holany
- Horní Libchava
- Horní Police
- Chlum
- Chotovice
- Jestřebí
- Kamenický Šenov
- Kozly
- Kravaře
- Krompach
- Kunratice u Cvikova
- Kvítkov
- Luka
- Mařenice
- Mimoň
- Noviny pod Ralskem
- Nový Bor
- Nový Oldřichov
- Okna
- Okrouhlá
- Pertoltice pod Ralskem
- Polevsko
- Provodín
- Prysk
- Radvanec
- Ralsko
- Skalice u České Lípy
- Skalka u Doks
- Sloup v Čechách
- Slunečná
- Sosnová
- Stráž pod Ralskem
- Stružnice
- Stvolínky
- Svojkov
- Svor
- Tachov
- Tuhaň
- Velenice
- Velký Valtinov
- Volfartice
- Vrchovany
- Zahrádky
- Zákupy
- Žandov
- Ždírec
Česká Lípa · Jablonec nad Nisou · Liberec · Semily